# Maxwell Anderson
Maxwell Anderson, född 15 december 1888 i Atlantic, Pennsylvania, död 28 februari 1959 i Stamford, Connecticut, var en amerikansk dramatiker.

## Biografi
Anderson studerade engelsk litteratur vid University of North Dakota i Grand Forks och anställdes senare som rektor vid en högstadieskola i Minnewaukan i samma delstat, men avskedades sedan han uttryckt pacifistiska åsikter för sina elever. Han flyttade då till Kalifornien och fortsatte sina studier vid Stanford University. Efter detta arbetade han som lärare vid en gymnasieskola i San Francisco tills han på nytt fick sparken på grund av att ha stöttat en elev som var vapenvägrare.
Efter sina försök som lärare tog Maxwell Anderson anställning inom dagspressen och flyttade så småningom till New York och började skriva teater samtidigt som han arbetade inom pressen. Efter en kort tid ägnade han sig helt åt dramatiken.
Maxwell Anderson skrev ett stort antal välkända skådespel, och han var en av de mycket få moderna dramatiker som skrev på blankvers. 1933 erhöll han Pulitzerpriset för sitt politiska drama Both Your Houses.
Anderson dog 1959 av en stroke.